# Campeonato Mundial de Fórmula 1 de 2005
A Temporada de Fórmula 1 de 2005 foi a 56° realizada pela FIA. Teve como campeão o espanhol Fernando Alonso, da Renault, sendo vice-campeão o finlandês Kimi Räikkönen, da McLaren. Ficou marcada como uma temporada mais balanceada quando comparada a do ano anterior, quando a equipe Ferrari teve dominância em grande parte das provas. As equipes Renault e McLaren mostraram consistência em todo o ano enquanto que equipes favoritas da temporada passada como Scuderia Ferrari e BAR tiveram seu desempenho reduzido com novos carros Ferrari F2005 e BAR 007. Contudo, problemas com os motores Mercedes na McLaren MP4-20 renderam abandonos a Kimi Räikkönen fazendo com que Fernando Alonso ganhasse uma leve vantagem de pontos no inicio do campeonato. Contudo, essa vantagem foi reduzida ao longo dos Grandes Prêmios sendo que o campeão foi definido somente no Grande Prêmio do Brasil onde Fernando Alonso obteve o título. Foi a última temporada de Fórmula 1 a permitir a utilização de motores V10, limitados nesse ano à 18000 rpms, sendo que de 2006 em diante a configuração permitida seria somente a V8.

## Resumo da temporada
No início da temporada, já ficou nítido que a Ferrari, dominante nos anos anteriores, iria enfrentar dificuldades com o novo regulamento, que não permitia mais trocas de pneus. A Michellin se adaptou a isso bem melhor do que a Bridgestone. Nas três primeiras corridas, Schumacher marcou apenas dois pontos e a Renault dominou, vencendo com Giancarlo Fisichella na Austrália e Fernando Alonso na Malásia e no Barém. Na corrida seguinte, em Ímola, Alonso venceu, mas Michael Schumacher foi a grande estrela da corrida, largando em décimo terceiro e chegando em segundo, colado no espanhol, o que parecia ser um renascimento da Ferrari, mas quem mostrou sua força nas corridas seguintes foi Kimi Räikkönen.
O finlandês estragou a festa de Alonso e venceu na Espanha, além de ganhar também nas ruas de Mônaco, quando o espanhol teve problemas no final e foi ultrapassado pelas duas Williams. Na corrida seguinte, em Nurburgring, Kimi caminhava para mais uma vitória, quando viu sua suspensão quebrar no final, abandonando e vendo Alonso vencer. No Canadá, o finlandês voltou a vencer e viu Alonso abandonar a corrida, aumentando suas esperanças. A corrida seguinte, o Grande Prêmio dos Estados Unidos, acabou marcada por um dos maiores vexames da história da Fórmula 1, com os carros equipados pela Michelin não participando da corrida. Com isso, apenas as três equipes equipadas pela Bridgestone participara: Ferrari, Jordan e Minardi. Como estava disputando apenas com as equipes mais fracas do grid, ficou fácil para a Ferrari ganhar, com Schumacher em primeiro e Rubinho em segundo.
A etapa seguinte foi a Grande Prêmio da França, onde Kimi começou a enfrentar problemas, tendo que trocar de motor nos treinos de Sexta Feira. Por isso, apesar de marcar o terceiro tempo no Sábado, perdeu 10 posições, deixando o caminho tranquilo para a vitória de Alonso. Mesmo assim, fez uma brilhante corrida de recuperação, chegando em segundo lugar. Os problemas voltaram a acontecer na etapa britânica, em Silverstone. Kimi trocou de motor, marcou o segundo tempo e perdeu 10 posições. Mesmo assim, foi brilhante, terminando em terceiro lugar, logo atrás de Alonso. Seu companheiro de equipe, Juan Pablo Montoya, foi o vencedor, comemorando muito, pois teve vários problemas no início. O calvário do finlandês continuaria no Grande Prêmio da Alemanha: dessa vez o finlandês não foi punido, marcou a pole e tinha tudo para vencer em Hockenheimring, mas dessa vez abandonou a corrida, vendo o espanhol vencer. A essa altura do campeonato, Alonso tinha 87 pontos e o finlandês 51, estando mais próximo do terceiro colocado, Michael Schumacher, que tinha 47.
As esperanças do finlandês foram renovadas na etapa seguinte, o Grande Prêmio da Hungria. Dessa vez o azarado foi Alonso, após problemas na largada, o espanhol caiu para o fim do grid e não conseguiu pontuar, enquanto Kimi venceu e diminuiu 10 pontos de distância. A etapa seguinte foi na Turquia, que pela primeira vez recebia a Fórmula 1. Kimi venceu de ponta a ponta, seguido por Alonso, ficando a 14 pontos do espanhol, tendo 50 em jogo. Além disso a McLaren também encostava no campeonato de construtores, ficando a 9 pontos da Renault. Porém, o azar, que parecia ter acabado, voltaria no Grande Prêmio da Itália. Novamente, Kimi teve que trocar de motor. Com isso, apesar de marcar a pole em Monza, perdeu 10 posições. Novamente se recuperou, chegando em quarto, mas viu Alonso chegar em segundo, com vitória de Montoya a distância aumentou para 27 pontos e Alonso poderia conquistar o título já na corrida seguinte em Spa-Francorchamps. Porém, Kimi venceu e adiou o título do espanhol, que chegou em segundo na pista belga. Montoya poderia ter tirado mais pontos do espanhol, mas abandonou no final. A distância era de 25 pontos, tendo 30 em jogo, ou seja, Alonso já era o virtual campeão.
O título foi confirmado matematicamente no Grande Prêmio do Brasil, em Interlagos, onde Alonso precisava apenas de um pódio, caso Raikkonen vencesse a corrida. O espanhol saiu na pole e foi ultrapassado pelos carros da McLaren, mas o terceiro lugar garantiu o título. Montoya conquistou sua terceira vitória no ano e Kimi chegou em segundo. A disputa pelo título de construtores se manteve aberta, pois graças à dobradinha, a McLaren  tomou a liderança do campeonato de construtores por dois pontos. No Grande Prêmio do Japão, Raikkonen conquistou uma vitória brilhante, largando do fim do grid, e ultrapassando as Renault no final. mostrou que o campeonato poderia ter sido diferente se não fossem as quebras. Porém, a Renault colocou seus dois pilotos no pódio, retomando a liderança nos construtores, título que foi conquistado na última etapa, na China, com a vitória de Alonso.
Essa temporada contou com a participação de quaro pilotos brasileiros: Rubens Barrichello, pilotando a Ferrari pelo sexto ano seguido, começou a ter problemas de relacionamento com Schumacher e com a equipe, saindo no final do ano. Fez uma temporada discreta, marcando 38 pontos e tendo como melhor resultado um segundo lugar em Melbourne e outro em Indianápolis. Felipe Massa, pilotando a Sauber, conseguiu como melhor resultado um quarto lugar, no Grande Prêmio do Canadá. Marcou onze pontos, dois a mais que Jacques Villeneuve, seu companheiro de equipe, e viria a substituir Rubinho na Ferrari em 2006. Antonio Pizzonia substituiu o lesionado Nick Heidfeld na Williams no restante da temporada, a partir do Grande Prêmio da Itália. Chegou em sétimo lugar em Monza, mas não marcaria mais pontos. Por fim, Ricardo Zonta iria disputar o Grande Prêmio dos Estados Unidos pela Toyota após Ralf Schumacher se lesionar nos treinos livres em Indianápolis. Porém, a Toyota acabou não correndo, devido à crise dos pneus. Essa foi a última vez que Zonta atuou como piloto titular na Fórmula 1.

## Pilotos e construtores
| Vice-campeão     | Campeão         | 3º Lugar           |
|                  |                 |                    |
| Kimi Räikkönen   | Fernando Alonso | Michael Schumacher |
| McLaren Mercedes | Renault         | Ferrari            |

| Equipe                                                      | Construtor | Chassis      | Motor *                              | Pneu | Nº | Piloto               | Terceiro piloto                                                   | Piloto(s) de testes                                                           |
| ----------------------------------------------------------- | ---------- | ------------ | ------------------------------------ | ---- | -- | -------------------- | ----------------------------------------------------------------- | ----------------------------------------------------------------------------- |
| Scuderia Ferrari Marlboro                                   | Ferrari    | F2004M F2005 | Ferrari 053 Ferrari 055              | B    | 1  | Michael Schumacher   | n/d                                                               | Luca Badoer Marc Gené                                                         |
| Scuderia Ferrari Marlboro                                   | Ferrari    | F2004M F2005 | Ferrari 053 Ferrari 055              | B    | 2  | Rubens Barrichello   | n/d                                                               | Luca Badoer Marc Gené                                                         |
| Lucky Strike BAR Honda                                      | BAR        | 007          | Honda RA005E                         | M    | 3  | Jenson Button        | n/d                                                               | Anthony Davidson Enrique Bernoldi Alan van der Merwe Tony Kanaan Adam Carroll |
| Lucky Strike BAR Honda                                      | BAR        | 007          | Honda RA005E                         | M    | 4  | Takuma Sato1         | n/d                                                               | Anthony Davidson Enrique Bernoldi Alan van der Merwe Tony Kanaan Adam Carroll |
| Lucky Strike BAR Honda                                      | BAR        | 007          | Honda RA005E                         | M    | 4  | Anthony Davidson     | n/d                                                               | Anthony Davidson Enrique Bernoldi Alan van der Merwe Tony Kanaan Adam Carroll |
| Mild Seven Renault F1 Team                                  | Renault    | R25          | Renault RS25                         | M    | 5  | Fernando Alonso      | n/d                                                               | Franck Montagny Lucas Di Grassi Robert Kubica Giorgio Mondini                 |
| Mild Seven Renault F1 Team                                  | Renault    | R25          | Renault RS25                         | M    | 6  | Giancarlo Fisichella | n/d                                                               | Franck Montagny Lucas Di Grassi Robert Kubica Giorgio Mondini                 |
| BMW Williams F1 Team                                        | Williams   | FW27         | BMW P84/5                            | M    | 7  | Mark Webber          | n/d                                                               | Antonio Pizzonia Nico Rosberg Andy Priaulx Sebastian Vettel                   |
| BMW Williams F1 Team                                        | Williams   | FW27         | BMW P84/5                            | M    | 8  | Nick Heidfeld        | n/d                                                               | Antonio Pizzonia Nico Rosberg Andy Priaulx Sebastian Vettel                   |
| BMW Williams F1 Team                                        | Williams   | FW27         | BMW P84/5                            | M    | 8  | Antônio Pizzonia8    | n/d                                                               | Antonio Pizzonia Nico Rosberg Andy Priaulx Sebastian Vettel                   |
| West McLaren Mercedes (1–12) Team McLaren Mercedes (13–19)9 | McLaren    | MP4-20       | Mercedes FO110R                      | M    | 9  | Kimi Räikkönen       | Pedro de la Rosa Alexander Wurz #35                               | Alexander Wurz Gary Paffett                                                   |
| West McLaren Mercedes (1–12) Team McLaren Mercedes (13–19)9 | McLaren    | MP4-20       | Mercedes FO110R                      | M    | 10 | Juan Pablo Montoya2  | Pedro de la Rosa Alexander Wurz #35                               | Alexander Wurz Gary Paffett                                                   |
| West McLaren Mercedes (1–12) Team McLaren Mercedes (13–19)9 | McLaren    | MP4-20       | Mercedes FO110R                      | M    | 10 | Pedro de la Rosa     | Pedro de la Rosa Alexander Wurz #35                               | Alexander Wurz Gary Paffett                                                   |
| West McLaren Mercedes (1–12) Team McLaren Mercedes (13–19)9 | McLaren    | MP4-20       | Mercedes FO110R                      | M    | 10 | Alexander Wurz       | Pedro de la Rosa Alexander Wurz #35                               | Alexander Wurz Gary Paffett                                                   |
| Sauber Petronas                                             | Sauber     | C24          | Petronas 05A Ferrari 055 rebatizados | M    | 11 | Jacques Villeneuve   | n/d                                                               | n/d                                                                           |
| Sauber Petronas                                             | Sauber     | C24          | Petronas 05A Ferrari 055 rebatizados | M    | 12 | Felipe Massa         | n/d                                                               | n/d                                                                           |
| Red Bull Racing                                             | Red Bull   | RB1          | Cosworth TJ2005                      | M    | 14 | David Coulthard      | Vitantonio Liuzzi Christian Klien Scott Speed #37                 | Scott Speed Neel Jani                                                         |
| Red Bull Racing                                             | Red Bull   | RB1          | Cosworth TJ2005                      | M    | 15 | Christian Klien3     | Vitantonio Liuzzi Christian Klien Scott Speed #37                 | Scott Speed Neel Jani                                                         |
| Red Bull Racing                                             | Red Bull   | RB1          | Cosworth TJ2005                      | M    | 15 | Vitantonio Liuzzi    | Vitantonio Liuzzi Christian Klien Scott Speed #37                 | Scott Speed Neel Jani                                                         |
| Panasonic Toyota Racing                                     | Toyota     | TF105        | Toyota RVX-05                        | M    | 16 | Jarno Trulli         | Ricardo Zonta Olivier Panis #38                                   | Olivier Panis Ryan Briscoe Franck Perera Borja García                         |
| Panasonic Toyota Racing                                     | Toyota     | TF105        | Toyota RVX-05                        | M    | 17 | Ralf Schumacher      | Ricardo Zonta Olivier Panis #38                                   | Olivier Panis Ryan Briscoe Franck Perera Borja García                         |
| Panasonic Toyota Racing                                     | Toyota     | TF105        | Toyota RVX-05                        | M    | 17 | Ricardo Zonta        | Ricardo Zonta Olivier Panis #38                                   | Olivier Panis Ryan Briscoe Franck Perera Borja García                         |
| Jordan Grand Prix                                           | Jordan     | EJ15         | Toyota RVX-05                        | B    | 18 | Tiago Monteiro       | Robert Doornbos Franck Montagny Nicolas Kiesa Sakon Yamamoto4 #39 | Nicky Pastorelli Mario Domínguez                                              |
| Jordan Grand Prix                                           | Jordan     | EJ15         | Toyota RVX-05                        | B    | 19 | Narain Karthikeyan   | Robert Doornbos Franck Montagny Nicolas Kiesa Sakon Yamamoto4 #39 | Nicky Pastorelli Mario Domínguez                                              |
| Minardi F1 Team                                             | Minardi    | PS04B PS05   | Cosworth CK2004 Cosworth TJ2005      | B    | 20 | Patrick Friesacher   | Chanoch Nissany6 Enrico Toccacelo7 #40                            | Chanoch Nissany Juan Cáceres Roldán Rodríguez Katherine Legge                 |
| Minardi F1 Team                                             | Minardi    | PS04B PS05   | Cosworth CK2004 Cosworth TJ2005      | B    | 20 | Robert Doornbos4     | Chanoch Nissany6 Enrico Toccacelo7 #40                            | Chanoch Nissany Juan Cáceres Roldán Rodríguez Katherine Legge                 |
| Minardi F1 Team                                             | Minardi    | PS04B PS05   | Cosworth CK2004 Cosworth TJ2005      | B    | 21 | Christijan Albers    | Chanoch Nissany6 Enrico Toccacelo7 #40                            | Chanoch Nissany Juan Cáceres Roldán Rodríguez Katherine Legge                 |

*Todos os motores configurados em 3.0L V10.
Ferrari: Dominante nos últimos anos, a equipe manteve o heptacampeão Michael Schumacher e o Brasileiro Rubens Barrichello pelo sexto ano consecutivo.
BAR: Maior surpresa de 2004, com o vice campeonato, a BAR manteve Jenson Button, após uma disputa judicial com a Williams, e Takuma Sato como seus pilotos titulares, equipada pela Honda.
Renault: Terceira força em 2004, a Renault manteve o espanhol Fernando Alonso, que teve como novo companheiro o italiano Giancarlo Fisichella. Fisichella pilotou a equipe Sauber em 2004.
Williams: Depois de decepcionar em 2004, a equipe trocou seus dois pilotos: Ralf Schumacher e Juan Pablo Montoya. Mark Webber, ex-Jaguar, foi contratado ainda em 2004, junto com Jenson Button, mas a equipe japonesa brigou na justiça e o piloto permaneceu lá. No fim, a equipe de Frank Williams fechou com Nick Heidfeld, que pilotou a Jordan em 2004. A equipe seguiria equipada pelo motor de 2004.
McLaren: Depois de decepcionar em 2004 com as quebras de motor, a McLaren manteve Kimi Räikkönen e trouxe o colombiano Juan Pablo Montoya, da Williams, para o lugar de David Coulthard.
Sauber: Para os seus padrões, foi muito bem em 2004, equipada pelo motor defasado da Ferrari. Para 2005, o campeão mundial Jacques Villeneuve chegou para o lugar de Fisichella, que foi para a Renault. O canadense disputou as três últimas corridas de 2004 pela equipe francesa. O brasileiro Felipe Massa foi mantido na equipe.
Red Bull: A empresa austríaca entrou na Fórmula 1 em 2005, comprando a equipe Jaguar. Trouxe o veterano David Coulthard, que deixou a McLaren após nove temporadas, tendo como companheiro o austríaco Christian Klein, que havia pilotado a Jaguar em 2004.
Toyota: Depois de mais uma temporada aquém do esperado, a equipe veio com uma dupla experiente para 2005: O italiano Jarno Trulli, que já havia pilotado a equipe nas duas últimas corridas em 2004, após ser demitido da Renault, e o alemão Ralf Schumacher, que foi dispensado da Williams.
Jordan: De terceira força do mundial em 1999, para o fundo do grid. Esse foi o declínio da Jordan, que em 2005 contou com o português Tiago Monteiro e o indiano Narain Karthikeyan, ambos estreantes.
Minardi: Mais uma vez lanterna do grid, a simpática equipe italiana promoveu a estreia do austríaco Patrick Friesacher e do holandês Chtistijan Albers.
| GP | Título Oficial do GP de Fórmula 1    | Grande Prêmio      | Circuito                       | Local        | Data           | Hora  | Hora     | Hora |
| GP | Título Oficial do GP de Fórmula 1    | Grande Prêmio      | Circuito                       | Local        | Data           | Local | Brasília |      |
| -- | ------------------------------------ | ------------------ | ------------------------------ | ------------ | -------------- | ----- | -------- | ---- |
| 1  | Foster's Australian Grand Prix       | GP da Austrália    | Melbourne Grand Prix Circuit   | Melbourne    | 6 de março     | 14:00 | 01:00    |      |
| 2  | Petronas Malaysian Grand Prix        | GP da Malásia      | Sepang International Circuit   | Kuala Lumpur | 20 de março    | 15:00 | 04:00    |      |
| 3  | Gulf Air Bahrain Grand Prix          | GP do Barém        | Bahrain International Circuit  | Manama       | 3 de abril     | 14:30 | 08:30    |      |
| 4  | Gran Premio Foster's di San Marino   | GP de San Marino   | Autodromo Enzo e Dino Ferrari  | Ímola        | 24 de abril    | 14:00 | 09:00    |      |
| 5  | Gran Premio Marlboro de España       | GP da Espanha      | Circuit de Catalunya           | Barcelona    | 8 de maio      | 14:00 | 09:00    |      |
| 6  | Grand Prix de Monaco                 | GP de Mônaco       | Circuit de Monaco              | Monte-Carlo  | 22 de maio     | 14:00 | 09:00    |      |
| 7  | Grand Prix of Europe                 | GP da Europa       | Nürburgring                    | Nürburg      | 29 de maio     | 14:00 | 09:00    |      |
| 8  | Grand Prix du Canada                 | GP do Canadá       | Circuit Gilles Villeneuve      | Montreal     | 12 de junho    | 13:00 | 14:00    |      |
| 9  | United States Grand Prix             | GP dos EUA         | Indianapolis Motor Speedway    | Indianapolis | 19 de junho    | 14:00 | 15:00    |      |
| 10 | Grand Prix de France                 | GP da França       | Circuit de Nevers Magny-Cours  | Magny Cours  | 3 de julho     | 14:00 | 09:00    |      |
| 11 | Foster's British Grand Prix          | GP da Grã-Bretanha | Silverstone Circuit            | Silverstone  | 10 de julho    | 14:00 | 09:00    |      |
| 12 | Großer Mobil 1 Preis von Deutschland | GP da Alemanha     | Hockenheimring                 | Hockenheim   | 24 de julho    | 14:00 | 09:00    |      |
| 13 | Marlboro Magyar Nagydij              | GP da Hungria      | Hungaroring                    | Budapeste    | 31 de julho    | 14:00 | 09:00    |      |
| 14 | Turkish Grand Prix                   | GP da Turquia      | Istanbul Park                  | Istambul     | 21 de agosto   | 15:00 | 09:00    |      |
| 15 | Gran Premio Vodafone d'Italia        | GP da Itália       | Autodromo Nazionale Monza      | Monza        | 4 de setembro  | 14:00 | 09:00    |      |
| 16 | Belgian Grand Prix                   | GP da Bélgica      | Circuit de Spa-Francorchamps   | Spa          | 11 de setembro | 14:00 | 09:00    |      |
| 17 | Grande Prêmio do Brasil              | GP do Brasil       | Autódromo de Interlagos        | São Paulo    | 25 de setembro | 14:00 | 14:00    |      |
| 18 | Fuji Television Japanese Grand Prix  | GP do Japão        | Suzuka Circuit                 | Suzuka       | 9 de outubro   | 14:00 | 02:00    |      |
| 19 | Sinopec Chinese Grand Prix           | GP da China        | Shanghai International Circuit | Shangai      | 16 de outubro  | 14:00 | 03:00    |      |

## Resultados

### Grandes Prêmios
| GP | Grande Prêmio      | Pole Position        | Volta mais rápida    | Vencedor             | Equipe           | Descrição |
| -- | ------------------ | -------------------- | -------------------- | -------------------- | ---------------- | --------- |
| 1  | GP da Austrália    | Giancarlo Fisichella | Fernando Alonso      | Giancarlo Fisichella | Renault          | Detalhes  |
| 2  | GP da Malásia      | Fernando Alonso      | Kimi Räikkönen       | Fernando Alonso      | Renault          | Detalhes  |
| 3  | GP do Barém        | Fernando Alonso      | Pedro de la Rosa     | Fernando Alonso      | Renault          | Detalhes  |
| 4  | GP de San Marino   | Kimi Räikkönen       | Michael Schumacher   | Fernando Alonso      | Renault          | Detalhes  |
| 5  | GP da Espanha      | Kimi Räikkönen       | Giancarlo Fisichella | Kimi Räikkönen       | McLaren-Mercedes | Detalhes  |
| 6  | GP de Mônaco       | Kimi Räikkönen       | Michael Schumacher   | Kimi Räikkönen       | McLaren-Mercedes | Detalhes  |
| 7  | GP da Europa       | Nick Heidfeld        | Fernando Alonso      | Fernando Alonso      | Renault          | Detalhes  |
| 8  | GP do Canadá       | Jenson Button        | Kimi Räikkönen       | Kimi Räikkönen       | McLaren-Mercedes | Detalhes  |
| 9  | GP dos EUA         | Jarno Trulli         | Michael Schumacher   | Michael Schumacher   | Ferrari          | Detalhes  |
| 10 | GP da França       | Fernando Alonso      | Kimi Räikkönen       | Fernando Alonso      | Renault          | Detalhes  |
| 11 | GP da Grã-Bretanha | Fernando Alonso      | Kimi Räikkönen       | Juan Pablo Montoya   | McLaren-Mercedes | Detalhes  |
| 12 | GP da Alemanha     | Kimi Räikkönen       | Kimi Räikkönen       | Fernando Alonso      | Renault          | Detalhes  |
| 13 | GP da Hungria      | Michael Schumacher   | Kimi Räikkönen       | Kimi Räikkönen       | McLaren-Mercedes | Detalhes  |
| 14 | GP da Turquia      | Kimi Räikkönen       | Juan Pablo Montoya   | Kimi Räikkönen       | McLaren-Mercedes | Detalhes  |
| 15 | GP da Itália       | Juan Pablo Montoya   | Kimi Räikkönen       | Juan Pablo Montoya   | McLaren-Mercedes | Detalhes  |
| 16 | GP da Bélgica      | Juan Pablo Montoya   | Ralf Schumacher      | Kimi Räikkönen       | McLaren-Mercedes | Detalhes  |
| 17 | GP do Brasil       | Fernando Alonso      | Kimi Räikkönen       | Juan Pablo Montoya   | McLaren-Mercedes | Detalhes  |
| 18 | GP do Japão        | Ralf Schumacher      | Kimi Räikkönen       | Kimi Räikkönen       | McLaren-Mercedes | Detalhes  |
| 19 | GP da China        | Fernando Alonso      | Kimi Räikkönen       | Fernando Alonso      | Renault          | Detalhes  |

### Pilotos
| Pos | Piloto               | AUS | MYS | BAR | SMR | SPA | MON | EUR | CAN | USA | FRA | GBR | GER | HUN | TUR | ITA | BEL | BRA | JPN | CHN | Pontos |
| --- | -------------------- | --- | --- | --- | --- | --- | --- | --- | --- | --- | --- | --- | --- | --- | --- | --- | --- | --- | --- | --- | ------ |
| 1   | Fernando Alonso      | 3   | 1   | 1   | 1   | 2   | 4   | 1   | Ret | DNS | 1   | 2   | 1   | 11  | 2   | 2   | 2   | 3   | 3   | 1   | 133    |
| 2   | Kimi Räikkönen       | 8   | 9   | 3   | Ret | 1   | 1   | 11  | 1   | DNS | 2   | 3   | Ret | 1   | 1   | 4   | 1   | 2   | 1   | 2   | 112    |
| 3   | Michael Schumacher   | Ret | 7   | Ret | 2   | Ret | 7   | 5   | 2   | 1   | 3   | 6   | 5   | 2   | Ret | 10  | Ret | 4   | 7   | Ret | 62     |
| 4   | Juan Pablo Montoya   | 6   | 4   | INJ | INJ | 7   | 5   | 7   | DSQ | DNS | Ret | 1   | 2   | Ret | 3   | 1   | 14  | 1   | Ret | Ret | 60     |
| 5   | Giancarlo Fisichella | 1   | Ret | Ret | Ret | 5   | 12  | 6   | Ret | DNS | 6   | 4   | 4   | 9   | 4   | 3   | Ret | 5   | 2   | 4   | 58     |
| 6   | Ralf Schumacher      | 12  | 5   | 4   | 9   | 4   | 6   | Ret | 6   | INJ | 7   | 8   | 6   | 3   | 12  | 6   | 7   | 8   | 8   | 3   | 45     |
| 7   | Jarno Trulli         | 9   | 2   | 2   | 5   | 3   | 10  | 8   | Ret | DNS | 5   | 9   | 14  | 4   | 6   | 5   | Ret | 13  | Ret | 15  | 43     |
| 8   | Rubens Barrichello   | 2   | Ret | 9   | Ret | 9   | 8   | 3   | 3   | 2   | 9   | 7   | 10  | 10  | 10  | 12  | 5   | 6   | 11  | 12  | 38     |
| 9   | Jenson Button        | 11  | Ret | Ret | DSQ | EX  | EX  | 10  | Ret | DNS | 4   | 5   | 3   | 5   | 5   | 8   | 3   | 7   | 5   | 8   | 37     |
| 10  | Mark Webber          | 5   | Ret | 6   | 7   | 6   | 3   | Ret | 5   | DNS | 12  | 11  | NC  | 7   | Ret | 14  | 4   | NC  | 4   | 7   | 36     |
| 11  | Nick Heidfeld        | Ret | 3   | Ret | 6   | 10  | 2   | 2   | Ret | DNS | 14  | 12  | 11  | 6   | Ret | INJ | INJ | INJ | INJ | INJ | 28     |
| 12  | David Coulthard      | 4   | 6   | 8   | 11  | 8   | Ret | 4   | 7   | DNS | 10  | 13  | 7   | Ret | 7   | 15  | Ret | Ret | 6   | 9   | 24     |
| 13  | Felipe Massa         | 10  | 10  | 7   | 10  | 11  | 9   | 14  | 4   | DNS | Ret | 10  | 8   | 14  | Ret | 9   | 10  | 11  | 10  | 6   | 11     |
| 14  | Jacques Villeneuve   | 13  | Ret | 11  | 4   | Ret | 11  | 13  | 9   | DNS | 8   | 14  | 15  | Ret | 11  | 11  | 6   | 12  | 12  | 10  | 9      |
| 15  | Christian Klien      | 7   | 8   | NP  |     |     |     |     | 8   | DNS | Ret | 15  | 9   | Ret | 8   | 13  | 9   | 9   | 9   | 5   | 9      |
| 16  | Tiago Monteiro       | 16  | 12  | 10  | 13  | 12  | 13  | 15  | 10  | 3   | 13  | 17  | 17  | 13  | 15  | 17  | 8   | Ret | 13  | 11  | 7      |
| 17  | Alexander Wurz       |     |     |     | 3   |     |     |     |     |     |     |     |     |     |     |     |     |     |     |     | 6      |
| 18  | Narain Karthikeyan   | 15  | 11  | Ret | 12  | 13  | Ret | 16  | Ret | 4   | 15  | Ret | 16  | 12  | 14  | 20  | 11  | 15  | 15  | Ret | 5      |
| 19  | Christijan Albers    | Ret | 13  | 13  | Ret | Ret | 14  | 17  | 11  | 5   | Ret | 18  | 13  | NC  | Ret | 19  | 12  | 14  | 16  | 16  | 4      |
| 20  | Pedro de la Rosa     |     |     | 5   |     |     |     |     |     |     |     |     |     |     |     |     |     |     |     |     | 4      |
| 21  | Patrick Friesacher   | 17  | Ret | 12  | Ret | Ret | Ret | 18  | Ret | 6   | Ret | 19  |     |     |     |     |     |     |     |     | 3      |
| 22  | Antônio Pizzonia     |     |     |     |     |     |     |     |     |     |     |     |     |     |     | 7   | 15  | Ret | Ret | 13  | 2      |
| 23  | Takuma Sato          | 14  |     | Ret | DSQ | EX  | EX  | 12  | Ret | DNS | 11  | 16  | 12  | 8   | 9   | 16  | Ret | 10  | DSQ | Ret | 1      |
| 24  | Vitantonio Liuzzi    |     |     |     | 8   | Ret | Ret | 9   |     |     |     |     |     |     |     |     |     |     |     |     | 1      |
| 25  | Robert Doornbos      |     |     |     |     |     |     |     |     |     |     |     | 18  | Ret | 13  | 18  | 13  | Ret | 14  | 14  | 0      |
| —   | Anthony Davidson     |     | Ret |     |     |     |     |     |     |     |     |     |     |     |     |     |     |     |     |     | 0      |
| —   | Ricardo Zonta        |     |     |     |     |     |     |     |     | DNS |     |     |     |     |     |     |     |     |     |     | -      |
| Pos | Piloto               | AUS | MYS | BAR | SMR | SPA | MON | EUR | CAN | USA | FRA | GBR | GER | HUN | TUR | ITA | BEL | BRA | JPN | CHN | Pontos |

| Cor        | Resultado             |
| ---------- | --------------------- |
| Ouro       | Vencedor              |
| Prata      | 2.º lugar             |
| Bronze     | 3.º lugar             |
| Verde      | Terminou, nos pontos  |
| Azul       | Terminou, sem pontos  |
| Púrpura    | Ret – Retirou-se      |
| Vermelho   | NQ – Não qualificado  |
| Preto      | DSQ – Desqualificado  |
| Branco     | NL – Não largou       |
| Branco     | C – Corrida cancelada |
| Azul claro | AT – Apenas Treino    |
| Sem cor    | NP – Não participou   |
| Sem cor    | Les – Lesionado       |
| Sem cor    | EX – Excluído         |

- Em negrito indica pole position e itálico volta mais rápida.

### Construtores
| Pos | Construtor        | No. Carro | AUS | MYS | BAR | SMR | SPA | MON | EUR | CAN | USA | FRA | GBR | GER | HUN | TUR | ITA | BEL | BRA | JPN | CHN | Pontos |
| --- | ----------------- | --------- | --- | --- | --- | --- | --- | --- | --- | --- | --- | --- | --- | --- | --- | --- | --- | --- | --- | --- | --- | ------ |
| 1   | Renault           | 5         | 3   | 1   | 1   | 1   | 2   | 4   | 1   | Ret | DNS | 1   | 2   | 1   | 11  | 2   | 2   | 2   | 3   | 3   | 1   | 191    |
| 1   | Renault           | 6         | 1   | Ret | Ret | Ret | 5   | 12  | 6   | Ret | DNS | 6   | 4   | 4   | 9   | 4   | 3   | Ret | 5   | 2   | 4   | 191    |
| 2   | McLaren-Mercedes  | 9         | 8   | 9   | 3   | Ret | 1   | 1   | 11  | 1   | DNS | 2   | 3   | Ret | 1   | 1   | 4   | 1   | 2   | 1   | 2   | 182    |
| 2   | McLaren-Mercedes  | 10        | 6   | 4   | 5   | 3   | 7   | 5   | 7   | DSQ | DNS | Ret | 1   | 2   | Ret | 3   | 1   | 14  | 1   | Ret | Ret | 182    |
| 3   | Ferrari           | 1         | Ret | 7   | Ret | 2   | Ret | 7   | 5   | 2   | 1   | 3   | 6   | 5   | 2   | Ret | 10  | Ret | 4   | 7   | Ret | 100    |
| 3   | Ferrari           | 2         | 2   | Ret | 9   | Ret | 9   | 8   | 3   | 3   | 2   | 9   | 7   | 10  | 10  | 10  | 12  | 5   | 6   | 11  | 12  | 100    |
| 4   | Toyota            | 17        | 12  | 5   | 4   | 9   | 4   | 6   | Ret | 6   | DNS | 7   | 8   | 6   | 3   | 12  | 6   | 7   | 8   | 8   | 3   | 88     |
| 4   | Toyota            | 16        | 9   | 2   | 2   | 5   | 3   | 10  | 8   | Ret | DNS | 5   | 9   | 14  | 4   | 6   | 5   | Ret | 13  | Ret | 15  | 88     |
| 5   | Williams-BMW      | 7         | 5   | Ret | 6   | 7   | 6   | 3   | Ret | 5   | DNS | 12  | 11  | NC  | 7   | Ret | 14  | 4   | NC  | 4   | 7   | 66     |
| 5   | Williams-BMW      | 8         | Ret | 3   | Ret | 6   | 10  | 2   | 2   | Ret | DNS | 14  | 12  | 11  | 6   | Ret | 7   | 15  | Ret | Ret | 13  | 66     |
| 6   | BAR-Honda         | 3         | 11  | Ret | Ret | DSQ | EX  | EX  | 10  | Ret | DNS | 4   | 5   | 3   | 5   | 5   | 8   | 3   | 7   | 5   | 8   | 38     |
| 6   | BAR-Honda         | 4         | 14  | Ret | Ret | DSQ | EX  | EX  | 12  | Ret | DNS | 11  | 16  | 12  | 8   | 9   | 16  | Ret | 10  | DSQ | Ret | 38     |
| 7   | Red Bull-Cosworth | 14        | 4   | 6   | 8   | 11  | 8   | Ret | 4   | 7   | DNS | 10  | 13  | 7   | Ret | 7   | 15  | Ret | Ret | 6   | 9   | 34     |
| 7   | Red Bull-Cosworth | 15        | 7   | 8   | DNS | 8   | Ret | Ret | 9   | 8   | DNS | Ret | 15  | 9   | Ret | 8   | 13  | 9   | 9   | 9   | 5   | 34     |
| 8   | Sauber-Petronas   | 12        | 10  | 10  | 7   | 10  | 11  | 9   | 14  | 4   | DNS | Ret | 10  | 8   | 14  | Ret | 9   | 10  | 11  | 10  | 6   | 20     |
| 8   | Sauber-Petronas   | 11        | 13  | Ret | 11  | 4   | Ret | 11  | 13  | 9   | DNS | 8   | 14  | 15  | Ret | 11  | 11  | 6   | 12  | 12  | 10  | 20     |
| 9   | Jordan-Toyota     | 18        | 16  | 12  | 10  | 13  | 12  | 13  | 15  | 10  | 3   | 13  | 17  | 17  | 13  | 15  | 17  | 8   | Ret | 13  | 11  | 12     |
| 9   | Jordan-Toyota     | 19        | 15  | 11  | Ret | 12  | 13  | Ret | 16  | Ret | 4   | 15  | Ret | 16  | 12  | 14  | 20  | 11  | 15  | 15  | Ret | 12     |
| 10  | Minardi-Cosworth  | 21        | Ret | 13  | 13  | Ret | Ret | 14  | 17  | 11  | 5   | Ret | 18  | 13  | NC  | Ret | 19  | 12  | 14  | 16  | 16  | 7      |
| 10  | Minardi-Cosworth  | 20        | 17  | Ret | 12  | Ret | Ret | Ret | 18  | Ret | 6   | Ret | 19  | 18  | Ret | 13  | 18  | 13  | Ret | 14  | 14  | 7      |
| Pos | Construtor        | No. Carro | AUS | MYS | BAR | SMR | SPA | MON | EUR | CAN | USA | FRA | GBR | GER | HUN | TUR | ITA | BEL | BRA | JPN | CHN | Pontos |

| Cor        | Resultado             |
| ---------- | --------------------- |
| Ouro       | Vencedor              |
| Prata      | 2.º lugar             |
| Bronze     | 3.º lugar             |
| Verde      | Terminou, nos pontos  |
| Azul       | Terminou, sem pontos  |
| Púrpura    | Ret – Retirou-se      |
| Vermelho   | NQ – Não qualificado  |
| Preto      | DSQ – Desqualificado  |
| Branco     | NL – Não largou       |
| Branco     | C – Corrida cancelada |
| Azul claro | AT – Apenas Treino    |
| Sem cor    | NP – Não participou   |
| Sem cor    | Les – Lesionado       |
| Sem cor    | EX – Excluído         |

| Pos | Construtor | Chassi | Motor                                      | Pneu | Pontos | Corridas | Vitórias | Pódiums | Poles | M.Voltas |
| --- | ---------- | ------ | ------------------------------------------ | ---- | ------ | -------- | -------- | ------- | ----- | -------- |
| 1   | Renault    | R25    | Renault RS25 V10                           | M    | 191    | 18       | 8        | 18      | 7     | 3        |
| 2   | McLaren    | MP4-20 | Mercedes FO 110R V10                       | M    | 182    | 18       | 10       | 18      | 7     | 12       |
| 3   | Ferrari    | F2004M | Ferrari 053 V10                            | B    | 100    | 19       | 1        | 9       | 1     | 3        |
| 3   | Ferrari    | F2005  | Ferrari 055 V10                            | B    | 100    | 19       | 1        | 9       | 1     | 3        |
| 4   | Toyota     | TF105  | Toyota RVX-05 V10                          | M    | 88     | 18       | 0        | 5       | 2     | 1        |
| 4   | Toyota     | TF105B | Toyota RVX-05 V10                          | M    | 88     | 18       | 0        | 5       | 2     | 1        |
| 5   | Williams   | FW27   | BMW P84-5 V10                              | M    | 66     | 18       | 0        | 4       | 1     | 0        |
| 6   | BAR        | 007    | Honda RA005E V10                           | M    | 38     | 16       | 0        | 2       | 1     | 0        |
| 7   | Red Bull   | RB1    | Cosworth TJ2005 V10                        | M    | 34     | 18       | 0        | 0       | 0     | 0        |
| 8   | Sauber     | C24    | Petronas 05A (Ferrari 055 rebatizados) V10 | M    | 20     | 18       | 0        | 0       | 0     | 0        |
| 9   | Jordan     | EJ15   | Toyota RVX-05 V10                          | B    | 12     | 19       | 0        | 1       | 0     | 0        |
| 9   | Jordan     | EJ15B  | Toyota RVX-05 V10                          | B    | 12     | 19       | 0        | 1       | 0     | 0        |
| 10  | Minardi    | PS04B  | Cosworth CRL-3 V10                         | B    | 7      | 19       | 0        | 0       | 0     | 0        |
| 10  | Minardi    | PS05   | Cosworth TJ2005 V10                        | B    | 7      | 19       | 0        | 0       | 0     | 0        |

## Regulamento
As regras estabelecidas para a temporada de Fórmula 1 de 2005 foram as seguintes:
- As equipes poderiam trocar o motor apenas depois de disputar dois Grandes Prêmios. Em caso de troca antes da classificação, o piloto perdia dez posições no grid, já se o motor fosse trocado entre a largada e a classificação, o piloto seria colocado no fim do grid;
- O peso total do carro mais o peso do piloto não poderia estar abaixo de 600 quilos. Na classificação, o limite era de no mínimo 605 quilos;
- O carro não poderia exceder 1m e 80cm de largura. O comprimento e a altura do carro estão ligados a parâmetros mais específicos. Por exemplo, a altura do centro da linha da roda traseira poderia ter no máximo 1m e 40cm de largura. A carenagem traseira não poderia ter mais que 1 metro de largura;
- Cada pneu deveria ter quatro sulcos radiais simétricos. A banda de rodagem dos pneus dianteiros não poderia exceder 270 milímetros. Cada carro, não poderia consumir mais do que quatro jogos de pneus para pista seca, quatro para pista molhada e três para pista extremamente molhada em um único fim de semana;
- As rodas dianteiras poderiam ter entre 305 e 355 milímetros de largura, e as traseiras entre 365 e 380 milímetros. Somando com os pneus de pista seca, as rodas não poderiam ultrapassar 660 milímetros de diâmetro, já com os pneus de pista molhada não poderiam passar dos 670 milímetros;
- Uma das novidades para o ano de 2005 era que os pilotos teriam que utilizar o mesmo jogo de pneus para a classificação e a corrida. Era permitida a troca apenas em caso de furo, mas o carro não poderia ser reabastecido na mesma parada;
- Não havia sido imposto limite para o uso do combustível, mas ele deveria seguir as normas de especificação européia definidas em 1º de janeiro de 2000, contendo no máximo 50 partes de sulforeto por milhão.;
- Dez minutos antes do início da prova, somente os pilotos, membros da equipe e comissários tinham permissão para entrar na pista;
- Faltando 60 segundos para a largada, os motores deveriam ser ligados e todos os comissários e membros da equipe deveriam deixar a pista;
- Eram proibidas ajudas eletrônicas como o controle da tração e a suspensão ativa;
- Os pilotos estavam livres para consultar dados eletrônicos, mas ele não poderia realizar nenhuma mudança em seu carro durante a corrida;
- Se as condições do tempo fossem diferentes das que caracterizaram as sessões de classificação, era permitido aos pilotos um treino livre de reconhecimento de 15 minutos, uma hora antes da largada. Se começasse a chover depois do aviso de 5 minutos, mas antes da volta de apresentação, uma placa de largada adiada era mostrada. O novo procedimento, então, teria início dentro de 15 minutos;
- Se o carro de um piloto falhasse durante a corrida e ele necessitasse de qualquer tipo de ajuda para fazer seu carro pegar, ele era automaticamente desclassificado da corrida.

### Treinos
Nos treinos livres de sexta-feira, as seis piores equipes da última temporada — McLaren, Sauber, Red Bull, Toyota, Jordan e Minardi - poderiam utilizar um terceiro piloto.
Existia apenas uma sessão de classificação, no sábado, com uma hora de duração, para a definição do grid de largada.
Assim como nos anos anteriores (desde 2003), será em forma de volta lançada com os pilotos entrando separadamente. Os pilotos sairão para a volta lançada na ordem inversa do resultado da corrida anterior.

### Boxes e pits
A velocidade máxima na área dos boxes ficará entre 80 km e 120 km, dependendo do circuito. Se o limite de velocidade for ultrapassado, o piloto receberá uma penalidade e deverá cumprir um drive-through (passagem obrigatória pelos boxes).
Os carros não podem trocar os pneus nas corridas, exceto em caso de furo, mas será proibido reabastecer o carro na mesma parada.
Boxes abertos
A saída dos pits é aberta 30 minutos antes do início da corrida, o que permite aos carros entrar no circuito. Os boxes se fecham 15 minutos depois. Os carros, então, devem ocupar na pista sua posição para o grid. Se um carro não conseguir sair dos boxes, antes do seu fechamento, deverá largar dos pits depois que todos os outros carros passarem.

### Corrida
Duração da corrida
O tempo de corrida será determinado pelas condições da mesma. Pode durar pelo número de voltas (desde que excedido os 305 quilômetros) ou pelo tempo (desde que ultrapasse duas horas), o que acontecer primeiro. A bandeira quadriculada será mostrada ao vencedor na última volta, ou quando se cumprir duas horas de prova.
Comunicação
Os pilotos e as equipes só podem se comunicar por meio de mensagens afixadas em tabuletas mostradas dos boxes, gestos do piloto e sinais de telemetria do carro para os boxes. As mudanças técnicas nos carros durante a corrida, no entanto, estão proibidas.
Fim da corrida
Todos os carros devem passar, com os pilotos dentro, pelo processo de pesagem. Os vencedores vão ao pódio e depois dão entrevistas coletivas.
Classificação

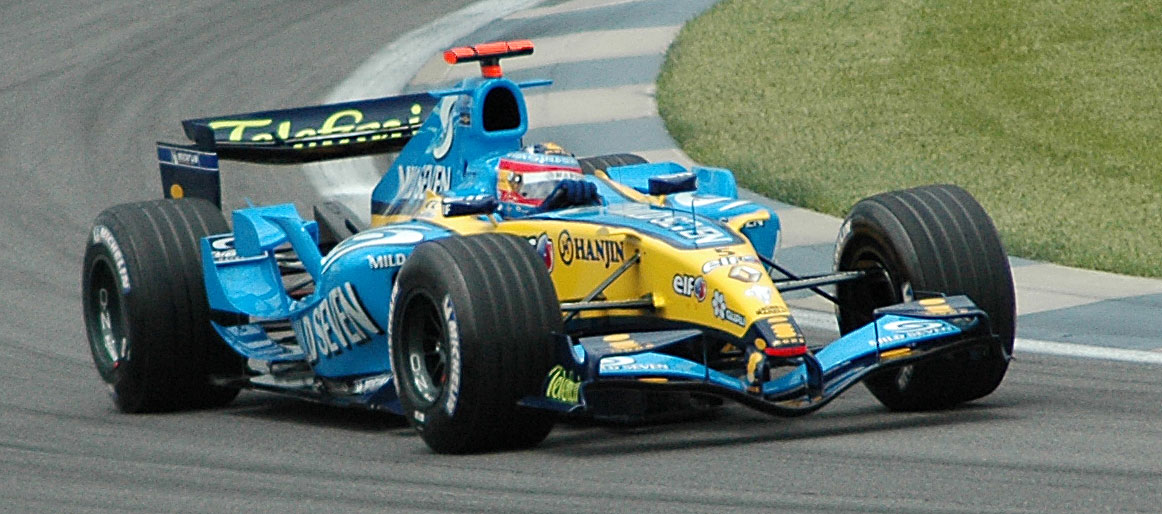
Fernando Alonso com sua Renault na volta de qualificação do Grande Prêmio dos Estados Unidos de 2005.

Os carros serão classificados de acordo com o número de voltas dadas. Os carros que completarem o mesmo número de voltas receberão a classificação pela ordem em que cruzarem a linha de chegada.
Se um piloto ficar com um tempo superior ao dobro de tempo da volta rápida do ganhador (na última passagem), esta volta não será considerada no momento de se calcular a distância total percorrida.
Os carros que cumprirem menos de 90% do número de voltas percorridas pelo ganhador, não se classificarão.
Interrupção da corrida
A corrida será suspensa no caso de o circuito ficar bloqueado por um acidente, ou devido a condições de tempo que constituam perigo para a vida dos pilotos. O diretor da prova é quem toma a decisão. As luzes vermelhas serão acesas, juntamente com as bandeiras vermelhas que serão agitadas pelo comissário, paralisando a competição.
Penalizações de tempo
O tempo de penalização para um stop-go (parada obrigatória nos boxes) está fixado em 10 segundos. Se a falta ocorrer durante as cinco últimas voltas, 25 segundos serão adicionados ao tempo do piloto, mas ele não será obrigado a realizar o stop-go.
No entanto, a penalização mais comum nos últimos anos é o drive-through, onde o piloto tem de entrar no pit lane, mas não precisa parar o carro.

### Sistema de pontuação
Os critérios de pontuação deste ano seguem os mesmos da temporada anterior (desde 2003), com os oito melhores somando pontos.
| Pontos | 10 | 8 | 6 | 5 | 4 | 3 | 2 | 1 |

## Polêmicas

### A guerra dos pneus

#### Grande Prêmio dos Estados Unidos
Momentos antes do início da corrida, realizada no circuito misto de Indianápolis, a Michelin relata uma falha no lote de pneus que seriam usados por suas equipes durante a corrida. Com isso, as equipes que utilizavam esses pneus retiraram seus carros da pista logo após a volta de apresentação, com o medo de que, durante a corrida, algum acidente sério pudesse acontecer com algum de seus pilotos.
Mesmo com essa atitude tomada pelas equipes, elas não foram punidas, ainda que não tivessem iniciado  a corrida. Assim, participaram da corrida somente os carros da Ferrari, Jordan e Minardi. E a Minardi marca os seus primeiros e últimos sete pontos na temporada.